# 馬汝驥 (光緒進士)
馬汝驥（?—?），字良臣，貴州省貴陽府人，清朝政治人物、進士出身。
光緒二十一年（1895年）乙未科進士，二甲九十九名，同年五月，以主事分部学习。后授中書，官至東川道。